# The Binchois Consort
The Binchois Consort es un grupo británico especializado en música renacentista. Fue fundado, en 1995, por su director Andrew Kirkman.
Interpretan principalmente obras de compositores franceses y  franco-flamencos del siglo XV como Josquin des Prés, Loyset Compère, Gilles Binchois, Antoine Busnois, Petrus de Domarto, Walter Frye y, sobre todo, de Guillaume Dufay, de las que han grabado varios discos.
Todas las grabaciones del conjunto The Binchois Consort han sido para la casa Hyperion.

## Discografía
Las grabaciones que vienen a continuación se han ordenado por la fecha en que fueron lanzadas al mercado:
- 1996 - Guillaume Dufay: Music for St. Anthony of Padua. Hyperion Helios 55271.
- 1997 - Dufay: Music for St. James the Greater. Hyperion Helios 55272.
- 2000 - A Marriage of England and Burgundy. Hyperion 67129.
- 2001 - Josquin and his contemporaries. Hyperion 67183.
- 2002 - Busnois: Missa L'homme armé / Domarto: Missa Spiritus almus. Hyperion Helios 55288.
- 2003 - Dufay: Missa Puisque je vis / Loyset Compère: Omnium bonorum plena / Dufay: Ave regina celorum. Hyperion 67368.
- 2005 - Dufay: Mass for St Anthony Abbot / Binchois: Motets. Hyperion CDA 67474.
- 2009 - Dufay and the Court of Savoy. Hyperion CDA 67715.